# Kanton Sainte-Anne-1
Kanton Sainte-Anne-1 is voormalig een kanton van het Franse departement Guadeloupe. Kanton Sainte-Anne-1 maakte deel uit van het arrondissement Pointe-à-Pitre en telde 11.559 inwoners (2007).
In 2015 werd het kanton Sainte-Anne-1 en kanton Sainte-Anne-2 verdeeld in kanton Saint-François en kanton Sainte-Anne.

## Gemeenten
Het kanton Sainte-Anne-1 omvatte de volgende gemeente:
- Sainte-Anne (deels)